# Liste der Staatsoberhäupter von Gambia
Dies ist eine Liste der Staatsoberhäupter von Gambia seit der Unabhängigkeit vom 18. Februar 1965.

## Monarchie (1965–1970)
| Nr. | Bild | Name (Lebensdaten)        | Amtsbezeichnung | Amtszeit         | Amtszeit       |
| Nr. | Bild | Name (Lebensdaten)        | Amtsbezeichnung | Beginn           | Ende           |
| --- | ---- | ------------------------- | --------------- | ---------------- | -------------- |
| 1.  |      | Elisabeth II. (1926–2022) | Königin         | 18. Februar 1965 | 24. April 1970 |

### Generalgouverneure

Flagge des Generalgouverneurs von Gambia

Der britische Monarch wurde in seiner Abwesenheit durch einen Generalgouverneur vertreten:
| Nr. | Bild | Name (Lebensdaten)                  | Amtsbezeichnung   | Amtszeit         | Amtszeit        |
| Nr. | Bild | Name (Lebensdaten)                  | Amtsbezeichnung   | Beginn           | Ende            |
| --- | ---- | ----------------------------------- | ----------------- | ---------------- | --------------- |
| 1.  |      | Sir John Warburton Paul (1916–2004) | Generalgouverneur | 18. Februar 1965 | 9. Februar 1966 |
| 2.  |      | Sir Farimang Singhateh (1912–1977)  | Generalgouverneur | 9. Februar 1966  | 24. April 1970  |

## Republik (ab 1970)

Flagge des Präsidenten von Gambia

| Nr. | Bild            | Name (Lebensdaten)           | Amtsbezeichnung                                                       | Amtszeit         | Amtszeit                  | Partei                    |
| Nr. | Bild            | Name (Lebensdaten)           | Amtsbezeichnung                                                       | Beginn           | Ende                      | Partei                    |
| --- | --------------- | ---------------------------- | --------------------------------------------------------------------- | ---------------- | ------------------------- | ------------------------- |
| 1.  |                 | Sir Dawda Jawara (1924–2019) | Präsident                                                             | 24. April 1970   | 22. Juli 1994 (abgesetzt) | PPP                       |
| –   |                 | Kukoi Sanyang (1952–2013)    | Vorsitzender des Nationalen Revolutionsrates (Anmerkung: Im Aufstand) | (30. Juli 1981)  | (5. August 1981)          | GSRP (verboten)           |
| –   |                 | Yahya Jammeh (* 1965)        | Vorsitzender des Provisorischen Führungsrates der Streitkräfte        | 22. Juli 1994    | 28. September 1996        | parteilos                 |
| –   | Staatsoberhaupt | Yahya Jammeh (* 1965)        | 28. September 1996                                                    | 18. Oktober 1996 |                           | parteilos                 |
| 2.  | Präsident       | Yahya Jammeh (* 1965)        | 18. Oktober 1996                                                      | 19. Januar 2017  | APRC                      |                           |
| 3.  |                 | Adama Barrow (* 1965)        | Präsident                                                             | 19. Januar 2017  | amtierend                 | Coalition 2016 (bis 2019) |
| 3.  | NPP (ab 2019)   | Adama Barrow (* 1965)        | Präsident                                                             | 19. Januar 2017  | amtierend                 |                           |